# SN 1988af
SN 1988af – supernowa odkryta 19 listopada 1988 roku w galaktyce M+08-15-57. W momencie odkrycia miała maksymalną jasność 17,50m.